# Kilberry Sculptured Stones

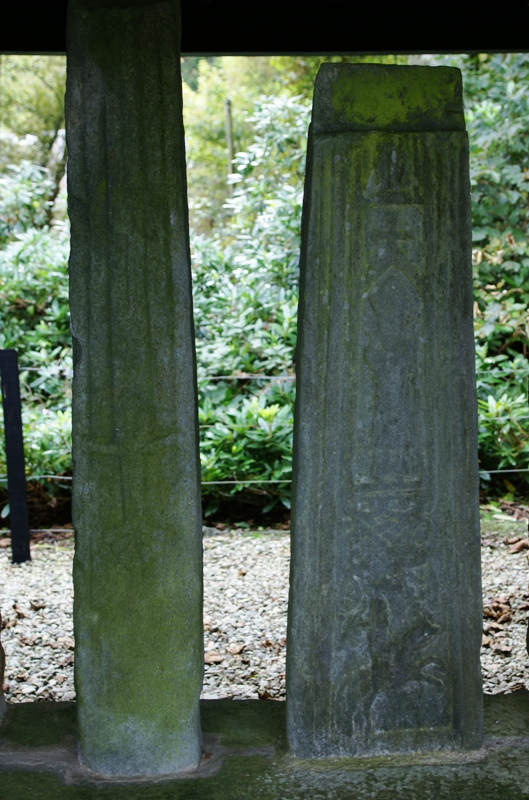
Grafsteen en het Kilberry Cross.

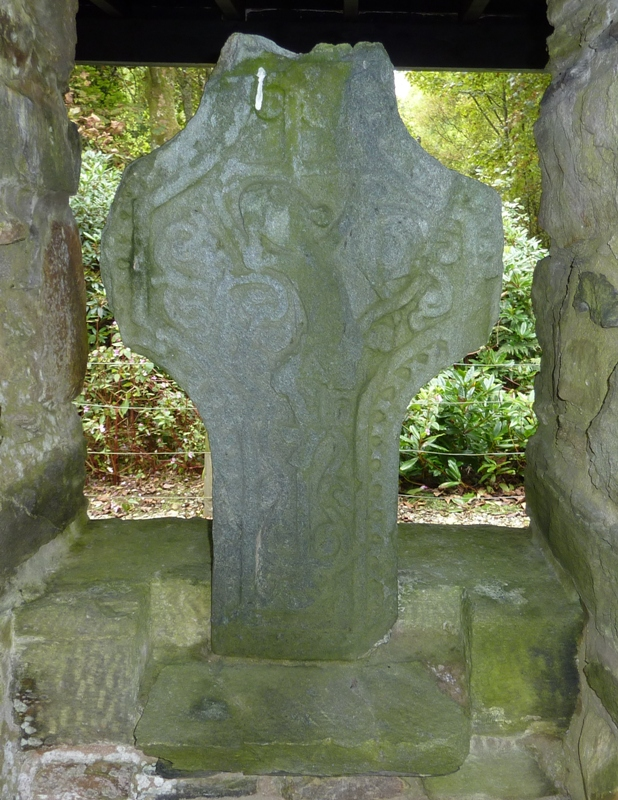
Zestiende-eeuws kruis.

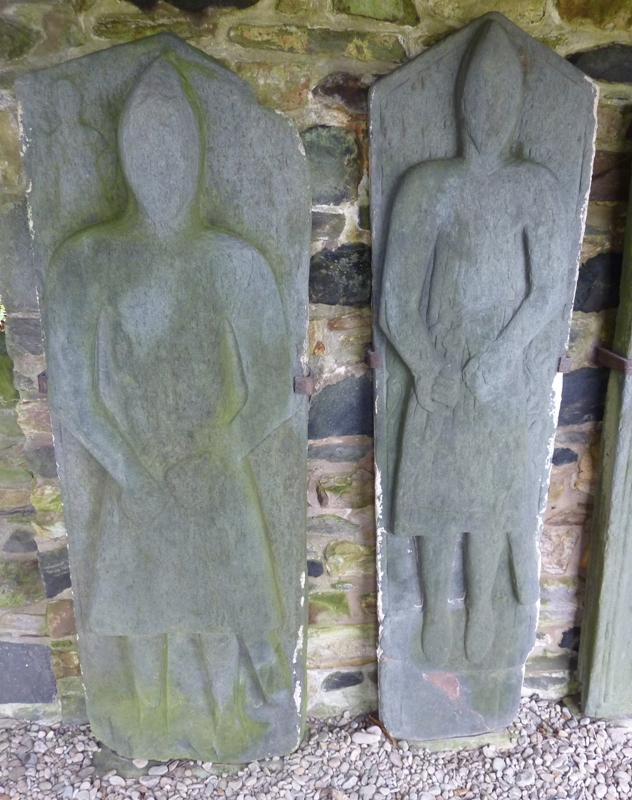
De gisanten in de stijl van de Iona-school.

De Kilberry Sculptured Stones vormen een verzameling van middeleeuwse grafstenen, staande in Kilberry in de Schotse regio Argyll and Bute.

## Beschrijving
De (delen van) grafstenen en -kruisen zijn hoogstwaarschijnlijk afkomstig van de begraafplaats bij een middeleeuwse kerk gewijd aan Sint Bechan of Sint Berachan. In de collectie bevinden zich acht grafstenen, of fragmenten daarvan, die stammen uit de veertiende tot de zestiende eeuw. Tevens bevinden zich er stenen in de collectie afkomstig uit muren en haarden van woningen van voormalige lairds in de buurt.
Het Kilberry Cross (Kilberry-Kruis) is gemaakt in de stijl van de Iona-school. Enkel de stam van het kruis is overgebleven. Bovenaan is een deel te zien van een figuur met de staf van een aartsbisschop. Daaronder staat een geestelijke met mijter die zijn hand zegenend opheft. Onderaan het kruis is een ruiter op een steigerend paard afgebeeld. De achterzijde is versierd met bladermotieven. Onderaan zijn twee leeuwen afgebeeld die op hun achterpoten staan.
In de collectie bevindt zich ook een klein kruis, waarvan de stam mist. Dit kruis heeft een afbeelding van een lijdende Jezus en is voorzien van een rand van zogenaamde hondetanden. De natuurlijke houding van de Jezusfiguur en deze hondetanden wijzen erop, dat het kruis stamt uit de periode 1500-1560.
Een van de gisanten in de collectie heeft een inscriptie. De gisant is gemaakt in de stijl van de Iona-school en dateert uit de veertiende of vijftiende eeuw. De inscriptie in Lombardisch lettertype is gekerfd in het kussen en wordt gelezen van links naar rechts over het hoofd van de gisant heen. Er staat: HIC IACET IO/HA(N)NES M[A]V/RITI(I) ET EIV/S FILIVS. Dit kan worden vertaald als: Iohannes, zoon van Mauritius en zijn zoon. Vermoedelijk betreft het hier een grafsteen van een leider van de clan Murachie.

## Beheer
De Kilberry Sculptured Stones worden beheerd door Historic Environment Scotland.